# Чёрный национализм
Чёрный национализм — вид национализма (или паннационализма), убеждение в том, что «чёрные» представляют собой расу, и стремление развивать и поддерживать чёрную расовую и национальную идентичность. Чёрный националистический активизм занимается расширением социальных, политических и экономических возможностей черных людей и сообществ, особенно для противостояния их ассимиляции в белую культуру (путем интеграции или иным образом) и сохранения особой чёрной идентичности.
Чёрный национализм иногда описывается как эвфемизм или подвид чёрного расизма («превосходства чёрных») и сепаратизма чёрных, и эти термины часто используются журналистами и учеными как синонимы. На самом деле это очень разные мировоззрения: «чёрный сепаратизм» — это стремление к «государству только для черных», в то время как «превосходство чёрных» определяется как вера в то, что чёрные люди превосходят не-чёрных, и должны доминировать над ними. Чёрные националисты говорят, что стремятся обеспечить выживание чёрной расы и культуры исторически черных государств.
Критики чёрного национализма утверждают, что многие чёрные националистические группы выступают за расовое насилие.
Движение возникло внутри афроамериканского сообщества в Соединенных Штатах. В начале ХХ-го века гарвейизм, продвигаемый прожившим в США Маркус Гарви, продвигал чёрные националистические идеи. Идеи чёрных националистов также оказали влияние на движение «Чёрный ислам», особенно на такие группы, как «Нация ислама», основанная Уоллесом Фардом Мухаммедом. В 1960-е годы чёрный национализм повлиял на партию Чёрных пантер и более широкое движение Black Power.